# ایواوا (استان اوپوله)
ایواوا (به لهستانی: Iława) یک منطقهٔ مسکونی در لهستان است که در گمینا نسا واقع شده‌است.